# Dzmitri Klimovici
Dzmitri Ramualdavici Klimovici (în belarusă Дзмітрый Рамуальдавіч Клімовіч; în rusă Дмитрий Климович, Dmitri Klimovici; n. 9 februarie 1984, Minsk, RSS Bielorusă, URSS) este un fotbalist bielorus care joacă pe postul de fundaș.

## Palmares
Zimbru Chișinău
- Cupa Moldovei (1): 2013–14
- Supercupa Moldovei (1): 2014